# De salute animarum

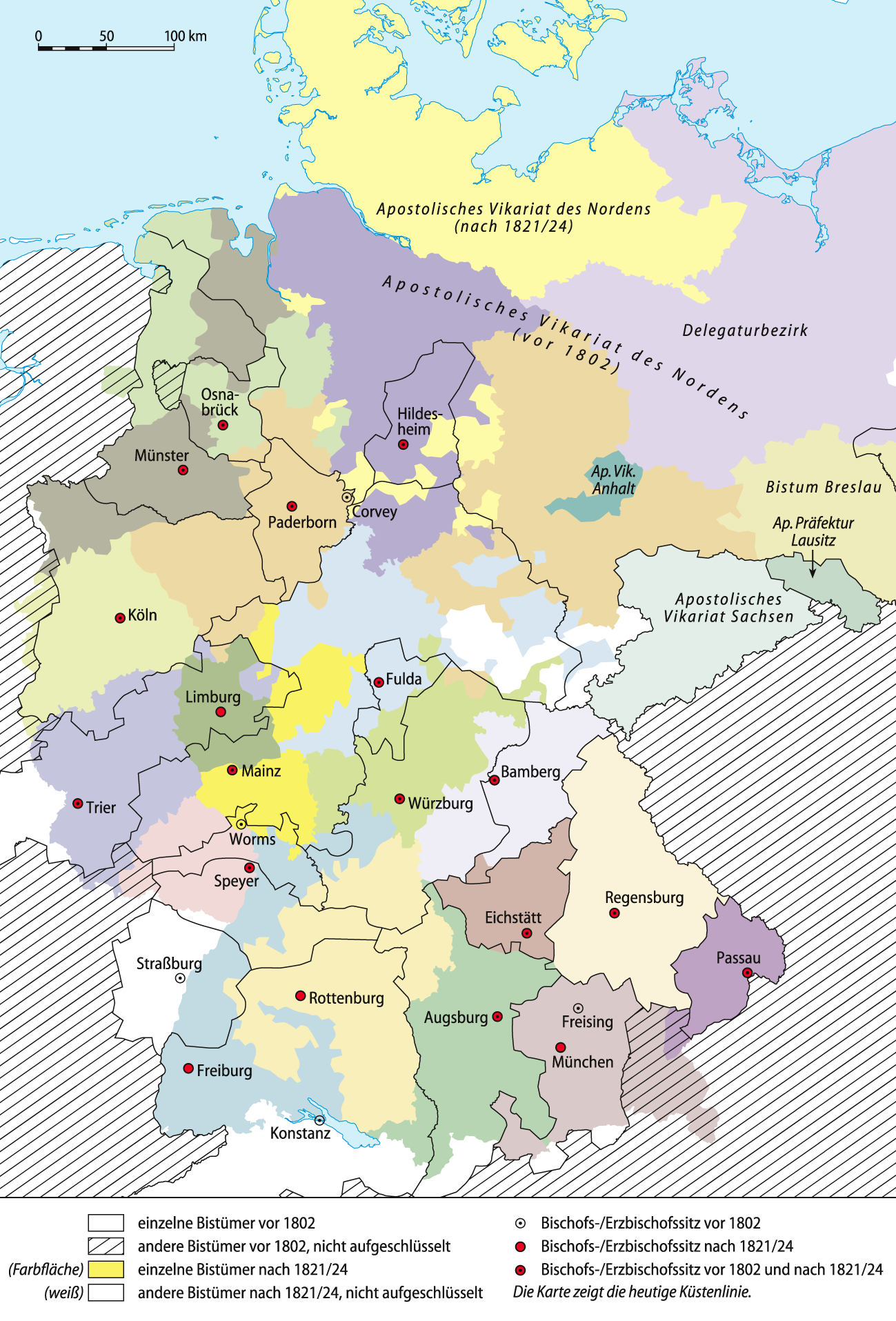
Carte des circonscriptions ecclésiastiques allemandes de lancien régime (en noir), et après le congrès de Vienne (en couleur).

Carte du royaume de Prusse après le congrès de Vienne.

De salute animarum (Du Salut des âmes) est une bulle du pape Pie VII publiée le 16 juillet 1821, par laquelle le Saint-Siège réorganisa les circonscriptions ecclésiastiques du royaume de Prusse et d'autres États germaniques au sein de la Confédération germanique.
Ce document appartient à un groupe de documents pontificaux appelés bulles de circonscription par l'historiographie (en allemand : Zirkumskriptionsbulle),  c'est-à-dire un ensemble de bulles pontificales publiées par les papes entre 1818 et 1824, par lesquelles le Saint-Siège réorganisa les circonscriptions ecclésiastiques dans la majeure partie des États membres de la Confédération germanique à la suite des changements politiques et territoriaux provoqués par le congrès de Vienne.

## Contenu
La bulle réorganise les diocèses catholiques de Prusse en deux provinces ecclésiastiques avec quatre diocèses suffragants et deux diocèses immédiatement sujets du Saint-Siège. En même temps, les diocèses d'Aix-la-Chapelle et de Corvey sont supprimés, ainsi que les abbayes territoriales nullus dioecesis de Neuenzell et d'Oliva (Oliwa).
Le diocèse de Breslau maintient sa partie dépendant de l'empire d'Autriche, tandis que les sièges en territoire autrichien de Prague, d'Olmütz, de Leitmeritz (de) et de Königgrätz (de) conservent quelques portions de territoire qui se trouvent dans le royaume de Prusse.
Aux chapitres des cathédrales fut concédé le droit d'élire les évêques, qui ensuite devaient être confirmés par la nomination canonique du Saint-Siège; le même jour de la publication de la bulle, Pie VII envoya aux chapitres le bref apostolique Quod de fidelium, par lequel il les « exhort[ait] à choisir seulement des candidats dont on sait à l'avance qu'ils seront agréés par le roi ». Le pape accordait aussi au roi le droit de nommer les prévôts et dans certains cas les chanoines des chapitres. Étant donné l'étendue des diocèses, les archevêques et évêques se voyaient concéder aussi le droit d'avoir chacun un évêque auxiliaire.
Mgr Joseph de Hohenzollern-Hechingen, évêque de Warmie, fut chargé de l'exécution de la bulle.

## La nouvelle organisation ecclésiastique

### Province ecclésiastique de Cologne
La province ecclésiastique de Cologne comprenait désormais trois diocèses suffragants : Trèves, Münster et Paderborn.
- L'archidiocèse de Cologne fut rétabli[8] avec 686 paroisses situées sur les deux rives du Rhin, dans la partie centrale de la province prussienne de Rhénanie. L'archidiocèse englobait la majeure partie du diocèse supprimé d'Aix-la-Chapelle et quelques doyennés du diocèse de Liège (dont Eupen, Malmedy et Saint-Vith)[9].
- Le diocèse de Trèves, soustrait à la province ecclésiastique de Malines, comprenait la partie méridionale de la Rhénanie et était constitué de 634 paroisses appartenant aux territoires dévolus à la Prusse sur les deux rives du Rhin. Sur la rive gauche, en plus des paroisses lui appartenant déjà, le diocèse annexa quelques paroisses  de l'ancien diocèse d'Aix-la-Chapelle et 130 paroisses du diocèse de Metz se trouvant désormais en territoire prussien ; sur la rive droite, le diocèse récupéra quelques paroisses qui lui appartenaient avant 1801[10], tandis que les paroisses restantes qui lui appartinrent jusqu'à la fin du XVIIIe siècle furent cédées par la bulle Provida solersque (de) pour l'érection du diocèse de Limbourg. L'exclave en territoire rhénan du duché d'Oldenbourg faisait aussi partie de la nouvelle configuration du diocèse de Trèves[11].
- Le diocèse de Münster comprenait la partie septentrionale de la province de Rhénanie et de la Westphalie qui était dévolue au royaume de Prusse, avec 287 paroisses[12]; le nouveau territoire était constitué de paroisses qui faisaient déjà partie de l'ancienne mouture du diocèse de Münster et d'autres qui appartenaient auparavant à l'ancien archidiocèse de Cologne et aux diocèses d'Aix-la-Chapelle (supprimé) et d'Osnabrück, ainsi qu'à la Mission de Hollande et aux Missions du Nord[13].
- Le diocèse de Paderborn[14] conservait par cette bulle son antique territoire auquel fut annexé le diocèse de Corvey désormais supprimé; par la suite le territoire s'agrandit de quelques paroisses qui appartenaient au XVIIIe siècle aux diocèses limitrophes, surtout à l'archidiocèse de Cologne, mais aussi à celui d'Osnabrück, à celui de Münster et à celui de Mayence. La bulle octroya en plus aux évêques de Paderborn l'administration de grandes portions de territoires soustraites au vicariat apostolique des Missions du Nord de la province prussienne de Saxe et comprenant, entre autres, les villes d'Halberstadt, Halle et Magdebourg[15]. Le diocèse s'étendait dans le royaume de Prusse, mais comprenait aussi la majeure partie de la paroisse catholique du grand-duché de Saxe-Weimar-Eisenach et une paroisse de la principauté de Waldeck-Pyrmont. La bulle maintenait l'union in persona episcopi entre le siège de Paderborn et Hildesheim, avec l'évêque, Mgr Franz Egon von Fürstenberg[16].

### Province ecclésiastique de Gnesen et de Posen
La bulle De salute animarum élevait le diocèse de Posen au rang de métropolitain, et uni aeque principaliter à l'archidiocèse de Gnesen; l'archevêque Tymoteusz Gorzeński (déjà évêque de Posen) fut nommé aux sièges unis. La province ecclésiastique de Gnesen (Gniezno aujourd'hui) et Posen (Poznań aujourd'hui) ne comprenait qu'un seul diocèse suffragant, le diocèse de Culm.
- Les archidiocèses de Gnesen et de Posen comprenait toutes leurs paroisses dans le royaume de Prusse. Gnesen céda une partie de son territoire au diocèse de Culm, pendant que Posen s'agrandit de portions de territoires soustraits au diocèse de Breslau[19]
- Le diocèse de Culm  se trouva composé de 215 paroisses, puis après avoir cédé cinq doyennés au diocèse de Warmie, se trouva agrandi par un territoire soustrait à l'archidiocèse de Gnesen sur la rive gauche de la Vistule, jusqu'à comprendre aussi les régions orientales de la Poméranie et la cité portuaire de Dantzig, appartenant à l'abbaye territoriale supprimée d'Oliwa. La bulle autorisa en outre le transfert du siège épiscopal de Culm à Pelplin, maintenant le titre de Culmensis[20].

### Diocèses immédiatement sujets
Enfin le royaume de Prusse comprenait aussi deux diocèses immédiatement sujets du Saint-Siège : le diocèse de Breslau et le diocèse de Warmie.
- Le diocèse de Breslau maintenait son territoire au sein du royaume de Prusse, sauf la partie cédée à l'archidiocèse de Posen, et s'agrandit de portions du diocèse de Cracovie et de l'abbaye nullius supprimée de Neuenzell en Lusace; au total, le diocèse comprenait 621 paroisses, y compris celles se trouvant dans l'empire d'Autriche. En outre, la bulle instituait la « délégation de Berlin », soumise à la juridiction des évêques de Breslau et constituée des territoires de la majeure partie du Brandebourg et de la Poméranie (provinces largement protestantes), soustraits au vicariat apostolique des Missions du Nord; l'évêque de Breslau devait déléguer pour l'administration de ce territoire le prévôt de la cathédrale Sainte-Edwige de Berlin[2] qui devenait en plus chanoine honoraire du chapitre de la cathédrale de Breslau[21].
- Le diocèse de Warmie (dans un territoire majoritairement protestant) fut constitué de 119 paroisses dans un territoire agrandi de portions soustraites au diocèse de Culm[22].